# Administración de las Naciones Unidas para el Auxilio y la Rehabilitación
La Administración de las Naciones Unidas para el Auxilio y la Rehabilitación o Administración de las Naciones Unidas para el Socorro y la Reconstrucción (UNRRA, por las siglas en inglés de United Nations Relief and Rehabilitation Administration) era una institución de las Naciones Unidas que existió desde 1943 hasta 1947. Su principal función era la asistencia en la repatriación de las personas desplazadas por la Segunda Guerra Mundial.

## Historia
La UNRRA se fundó el 9 de noviembre de 1943 en una reunión celebrada en Washington con asistencia de cuarenta y cuatro países. Su objetivo principal era coordinar la distribución de ayuda, sobre todo de alimentos y suministros médicos, en los territorios liberados de Europa al final de la Segunda Guerra Mundial. Aunque empezó a operar en los Balcanes, a partir de la primavera de 1945 y hasta 1947 extendió su radio de acción a gran parte del resto de Europa. Su presupuesto provenía casi en su totalidad de las aportaciones de Estados Unidos, Canadá y el Reino Unido y gastó unos 10 000 millones de dólares entre 1945 y 1947, año en el que gestionaba 762 campos de refugiados solo en Europa Occidental.